# Gatunek obcy

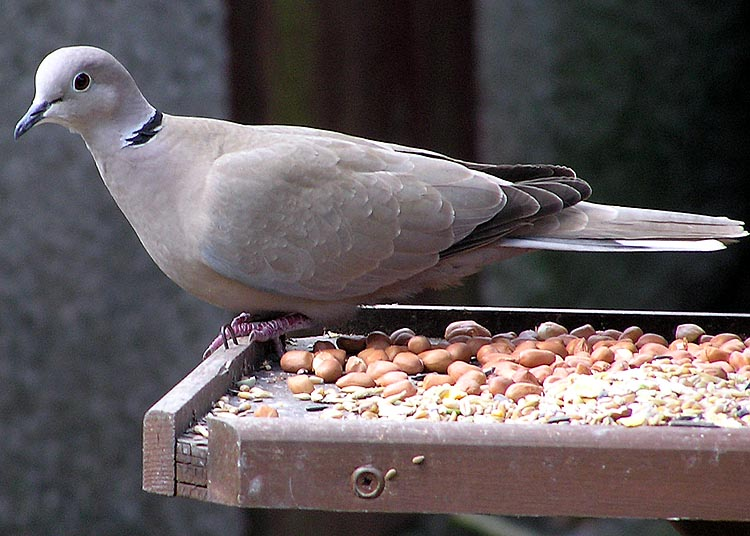
Gatunek obcy w faunie Polski: sierpówka

Gatunek obcy – napływowy element flory lub fauny, czyli organizm pochodzący z innego ekosystemu lub obszaru geograficznego. Jeżeli został celowo sprowadzony do naturalnego środowiska przez ludzi, mówimy o introdukcji, jeżeli natomiast przypadkowo został przywleczony, np. wraz z ładunkiem żywności na okręcie, mówimy o zawleczeniu. Gatunki obce charakteryzuje często znaczna ekspansywność, która powoduje, że ich zasięg się powiększa. Dobrze znanym przykładem zwierzęcia allochtonicznego w Polsce jest pochodząca z Azji sierpówka, czyli synogarlica turecka.
Gatunki obce określa się też jako antropofity, gatunki nierodzime lub gatunki adwentywne. Wyróżnia się wśród nich archeofity, które zadomowiły się przed końcem XV wieku i kenofity, które zadomowiły się później.